# Antoinette Rijpma-de Jong
Antoinette Rijpma-de Jong (* 6. April 1995 in Rottum) ist eine niederländische Eisschnellläuferin.

## Werdegang
De Jong lief zu Beginn der Saison 2012/13 in Heerenveen erstmals im Weltcup und belegte dabei den siebten Platz über 3000 m. Bei den Juniorenweltmeisterschaften 2013 in Klobenstein gewann sie über 1000 m und über 1500 m jeweils die Bronzemedaille, im Mehrkampf die Silbermedaille und über 3000 m die Goldmedaille. In der Saison 2013/14 erreichte sie in Salt Lake City mit dem dritten Platz über 3000 m ihre erste Podestplatzierung. Einen Tag später holte sie in der Teamverfolgung ihren ersten Weltcupsieg. Bei den Olympischen Winterspielen 2014 in Sotschi wurde sie Siebte über 3000 m. Im März 2014 gewann sie bei den Juniorenweltmeisterschaften in Bjugn Silber jeweils über 1500 m und im 2 × 500 m-Lauf und Gold jeweils über 1000 m, über 3000 m und im Mehrkampf. Die Saison beendete sie auf den achten Platz in der Gesamtwertung über 3000 und 5000 m. Zu Beginn der Saison 2015/16 holte sie in Calgary in der Teamverfolgung ihren zweiten Weltcupsieg. Im weiteren Saisonverlauf belegte sie in Inzell und in Heerenveen in der Teamverfolgung jeweils den zweiten Rang. Bei der Eisschnelllauf-Mehrkampfeuropameisterschaft 2016 in Minsk gewann sie die Bronzemedaille im Vierkampf. In der Saison 2016/17 holte sie zwei Siege in der Teamverfolgung und drei zweite Plätze, zweimal über 3000 m und einmal in der Teamverfolgung. Sie erreichte damit den dritten Platz im Weltcup über 3000/5000 m. Im Januar 2016 wurde sie niederländische Meisterin im Vierkampf. Bei der Mehrkampfeuropameisterschaft 2017 in Heerenveen gewann sie die Bronzemedaille und bei den Einzelstreckenweltmeisterschaften 2017 in Gangwon die Bronzemedaille über 3000 m und die Goldmedaille in der Teamverfolgung. Bei der Mehrkampfweltmeisterschaft 2017 in Hamar und bei der Mehrkampfweltmeisterschaft 2018 in Amsterdam wurde sie jeweils Vierte. Im Oktober 2017 wurde sie niederländische Meisterin über 3000 m und 5000 m. Nach Platz zwei in der Teamverfolgung und Rang eins über 3000 m in Heerenveen zu Beginn der Saison 2017/18 errang sie in Calgary und in Erfurt jeweils den zweiten Platz über 3000 m und beim Weltcupfinale in Minsk den zweiten Platz in der Teamverfolgung und den ersten Rang über 3000 m. Sie gewann damit den Weltcup über 3000/5000 m und belegte im Gesamtweltcup den siebten Platz und im Weltcup über 1500 m den sechsten Platz. Beim Saisonhöhepunkt, den Olympischen Winterspielen 2018 in Pyeongchang, holte sie die Bronzemedaille über 3000 m und die Silbermedaille in der Teamverfolgung.
In der Saison 2018/19 holte De Jong in Heerenveen über 3000 m ihren dritten Einzelsieg im Weltcup und bei der Mehrkampfeuropameisterschaft 2019 die Goldmedaille im Mehrkampf. Zudem gewann sie bei den Einzelstreckenweltmeisterschaften 2019 in Inzell jeweils die Silbermedaille über 3000 m und in der Teamverfolgung und bei der Mehrkampfweltmeisterschaft 2019 in Calgary die Bronzemedaille. In der folgenden Saison wurde sie in Tomaszów Mazowiecki und in Nur-Sultan jeweils Zweite in der Teamverfolgung und erreichte mit zwei zweiten Plätzen über 3000 m und fünf Top-Zehn-Platzierungen über 1500 m, jeweils den fünften Platz im Gesamtweltcup über 1500 m und 3000/5000 m. Bei den Europameisterschaften 2020 in Heerenveen gewann sie die Goldmedaille in der Teamverfolgung, bei der Mehrkampfweltmeisterschaft 2020 in Hamar die Bronzemedaille und bei den Einzelstreckenweltmeisterschaften 2020 in Salt Lake City die Silbermedaille in der Teamverfolgung. Nach Platz eins im Mehrkampf bei den Europameisterschaften 2021 zu Beginn der Saison 2020/21 erreichte sie mit einem dritten Platz und drei zweiten Plätzen jeweils den zweiten Platz im Gesamtweltcup über 1500 m und 3000/5000 m. Beim Saisonhöhepunkt, den Einzelstreckenweltmeisterschaften 2021 in Heerenveen, holte sie über 3000 m und in der Teamverfolgung jeweils die Goldmedaille.

## Persönliche Bestzeiten
- 500 m: 38,22 s (aufgestellt am 24. Februar 2024 in Heerenveen)
- 1000 m: 1:13,61 min (aufgestellt am 18. Dezember 2022 in Calgary)
- 1500 m: 1:51,72 min (aufgestellt am 5. Dezember 2021 in Salt Lake City)
- 3000 m: 3:55,19 min (aufgestellt am 3. Dezember 2021 in Salt Lake City)
- 5000 m: 6:56,26 min (aufgestellt am 3. März 2019 in Calgary)

## Teilnahmen an Weltmeisterschaften und Olympischen Winterspielen

### Olympische Spiele
- 2014 Sotschi: 7. Platz 3000 m
- 2018 Pyeongchang: 2. Platz Teamverfolgung, 3. Platz 3000 m
- 2022 Peking: 3. Platz 1500 m, 3. Platz Teamverfolgung

### Einzelstrecken-Weltmeisterschaften
- 2016 Kolomna: 1. Platz Teamverfolgung, 3. Platz 3000 m
- 2017 Gangwon: 1. Platz Teamverfolgung, 3. Platz 3000 m, 5. Platz 5000 m
- 2019 Inzell: 2. Platz Teamverfolgung, 2. Platz 3000 m, 5. Platz 1500 m, 6. Platz 1000 m
- 2020 Salt Lake City: 2. Platz Teamverfolgung
- 2021 Heerenveen: 1. Platz Teamverfolgung, 1. Platz 3000 m, 4. Platz 1500 m
- 2023 Heerenveen: 1. Platz 1500 m, 2. Platz 1000 m, 7. Platz 3000 m
- 2024 Calgary: 4. Platz 1000 m, 4. Platz 1500 m, 4. Platz Teamverfolgung
- 2025 Hamar: 1. Platz Teamverfolgung, 2. Platz 1500 m, 5. Platz 1000 m

### Mehrkampf-Weltmeisterschaften
- 2016 Berlin: 3. Platz Kleiner Vierkampf
- 2017 Hamar: 4. Platz Kleiner Vierkampf
- 2018 Amsterdam: 4. Platz Kleiner Vierkampf
- 2019 Calgary: 3. Platz Kleiner Vierkampf
- 2020 Hamar: 3. Platz Kleiner Vierkampf
- 2022 Hamar: 3. Platz Kleiner Vierkampf
- 2024 Inzell: 3. Platz Kleiner Vierkampf

## Weltcupsiege

### Weltcupsiege im Einzel
| Nr. | Datum             | Ort        | Disziplin |
| --- | ----------------- | ---------- | --------- |
| 1.  | 12. November 2017 | Heerenveen | 3000 m    |
| 2.  | 17. März 2018     | Minsk      | 3000 m    |
| 3.  | 16. Dezember 2018 | Heerenveen | 3000 m    |
| 4.  | 18. November 2022 | Heerenveen | 1500 m    |

### Weltcupsiege im Team
| Nr. | Datum             | Ort            | Disziplin        |
| --- | ----------------- | -------------- | ---------------- |
| 1.  | 17. November 2013 | Salt Lake City | Teamverfolgung 1 |
| 2.  | 14. November 2015 | Calgary        | Teamverfolgung 2 |
| 3.  | 12. November 2016 | Harbin         | Teamverfolgung 3 |
| 4.  | 19. November 2016 | Nagano         | Teamverfolgung 2 |
| 5.  | 19. November 2023 | Peking         | Teamsprint 4     |
| 6.  | 24. November 2024 | Nagano         | Teamverfolgung 5 |
| 7.  | 2. Februar 2025   | Milwaukee      | Teamverfolgung 5 |
| 8.  | 2. März 2025      | Heerenveen     | Teamverfolgung 5 |